# Villa des Hauts-de-Belleville
La villa des Hauts-de-Belleville est une voie du 20e arrondissement de Paris, en France.

## Situation et accès
La villa des Hauts-de-Belleville est une voie située dans le 20e arrondissement de Paris. Elle débute au 47, rue du Borrégo et se termine en impasse.

## Origine du nom
Elle porte ce nom en raison de sa situation sur les hauteurs de Belleville.

## Historique
Cette voie en impasse porte son nom depuis une autorisation préfectorale du 2 février 1960.